# Lo Ka Fai

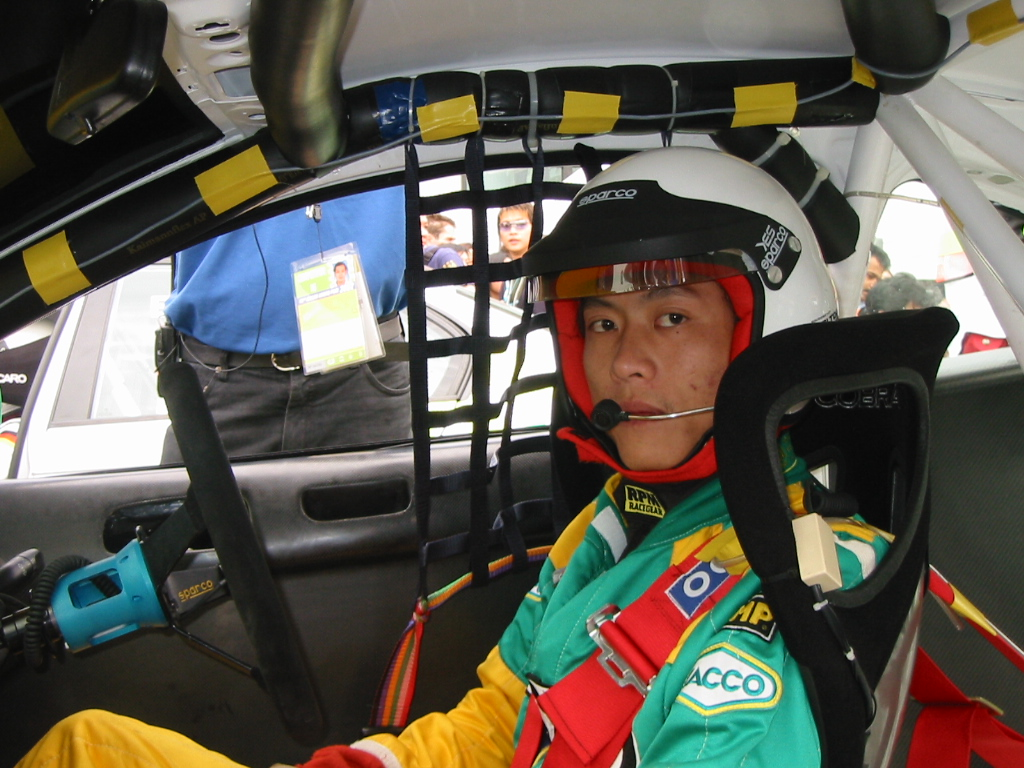
Lo Ka Fai in 2002

Lo Ka Fai (Chinees: 盧家輝; Hongkong, 14 augustus 1976) is een autocoureur die deelnam aan het ATCC in 2002, 2004 en 2005. Ook reed hij voor het team GR Asia Seat in het WTCC in 2005.